# Йорданка Доспевска
Йорданка (Дарлинг) Борисова Доспевска е българска музикантка – цигуларка и певица. Внучка е на видния възрожденския художник Станислав Доспевски.

## Биография
Родена е през 1893 г. в Пазарджик, в семейството на Екатерина и Борис Доспевски, син на художника Станислав Доспевски и общественичката Мариола Доспевска, като едно от петте им деца, дъщери, две от които умират като малки.
Завършва девическа гимназия във Варна, с изучаване на френски и немски език. След това постъпва в Музикалното училище в София, където изучава цигулка при Петко Наумов. Много даровита музикантка, тя продължава образованието си в Пражката консерватория, където учи при проф. Отакар Шевчик.
След завършването на консерваторията участва в турнета из Европа, живее в Швейцария и Франция. Свири на цигулка Страдивариус. По-късно заминава за Америка, където остава шест години. Започват да я наричат Дарлинг, така става известна и в България. На връщане от Америка тя свири на кораба „Мажестик“; пътуващият на същия кораб Кемал Ататюрк е пленен от дарбата ѝ и я кани в Истанбул, където да свири за висшето общество. Тя обаче отказва.
Завърнала се в България, тя отива в Изгрева, селището на Петър Дънов и неговите последователи, където прекарва дълго време. Нейният баща Борис Доспевски е един от първите последователи на Дънов в Пазарджик, предполага се, че още от времето на първото му посещение в града през 1901 г.,  сестрите ѝ Мария и Христина – също.
След Деветосептемврийския преврат заживява при семейството си в Пазарджик. Имат чифлик, който предоставят на последователи на духовната школа на Дънов, за да живеят като в комуна, но чифликът е национализиран през 1947 г. От бащината им къща, национализирана през 1947 г., са изнесени много от скъпите мебели, килими, вещи на семейството, доставени от Виена и Париж, както и цигулката Страдивариус на Йорданка, ценни книги и документи от семейния архив. На сестрите е дадена една стая. Едва оцеляват, някогашни техни ученици и ратаи им носят плодове и зеленчуци. Книгите им и личният им архив са иззети. През последните години от живота си сестрите Доспевски живеят много бедно.
Йорданка Доспевска умира през 1959 г. в Пазарджик от рак. За да може да я погребе, Мария търси помощ от Окръжния пенсионен отдел.